# Palais archiépiscopal de Prague
Le palais archiépiscopal de Prague est le siège des Archevêques de Prague. Il est situé sur la place Hradcany face au Château de Prague. Il a été construit et reconstruit de nombreuses fois dans des styles différents. Sa façade monumentale est de style baroque.

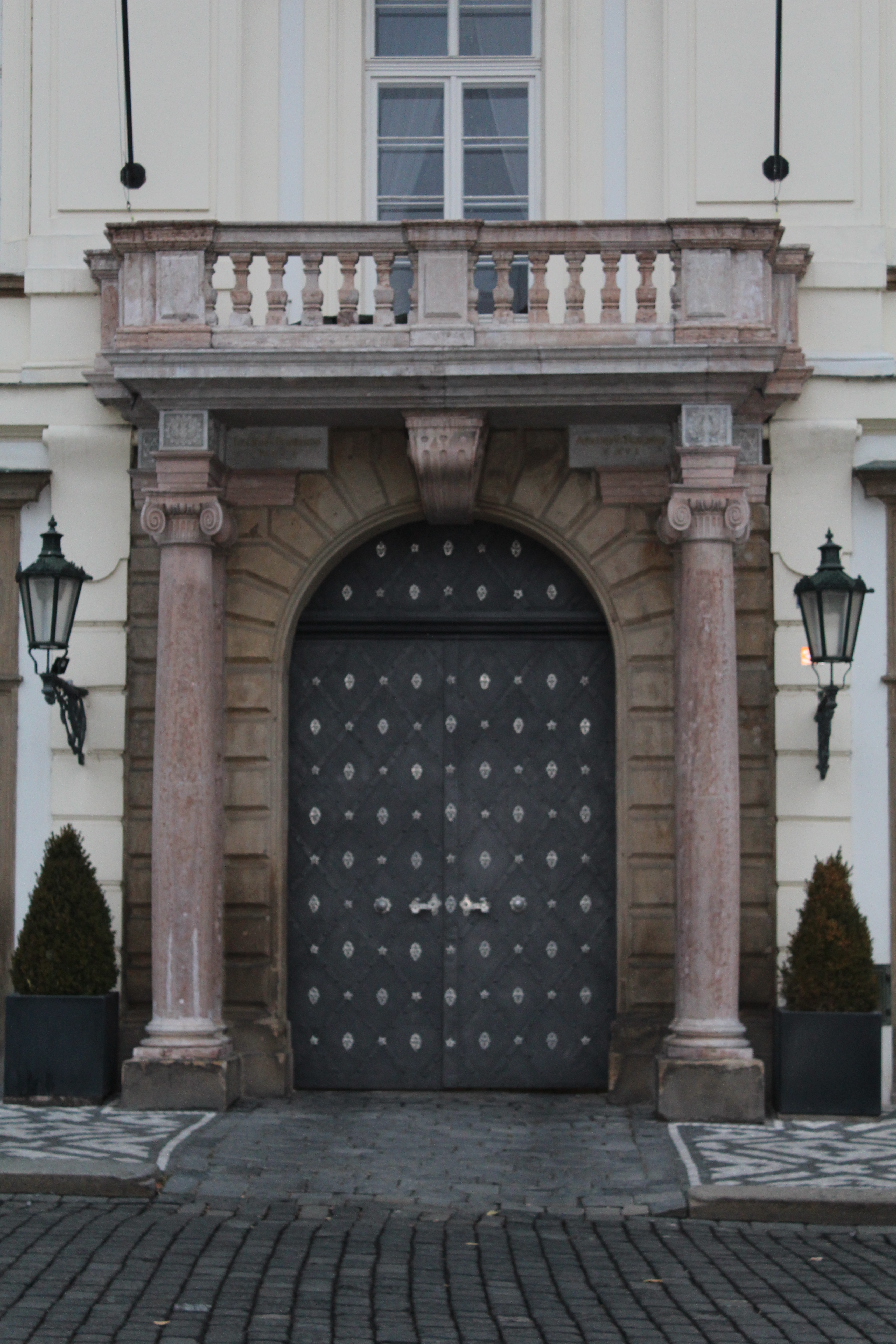
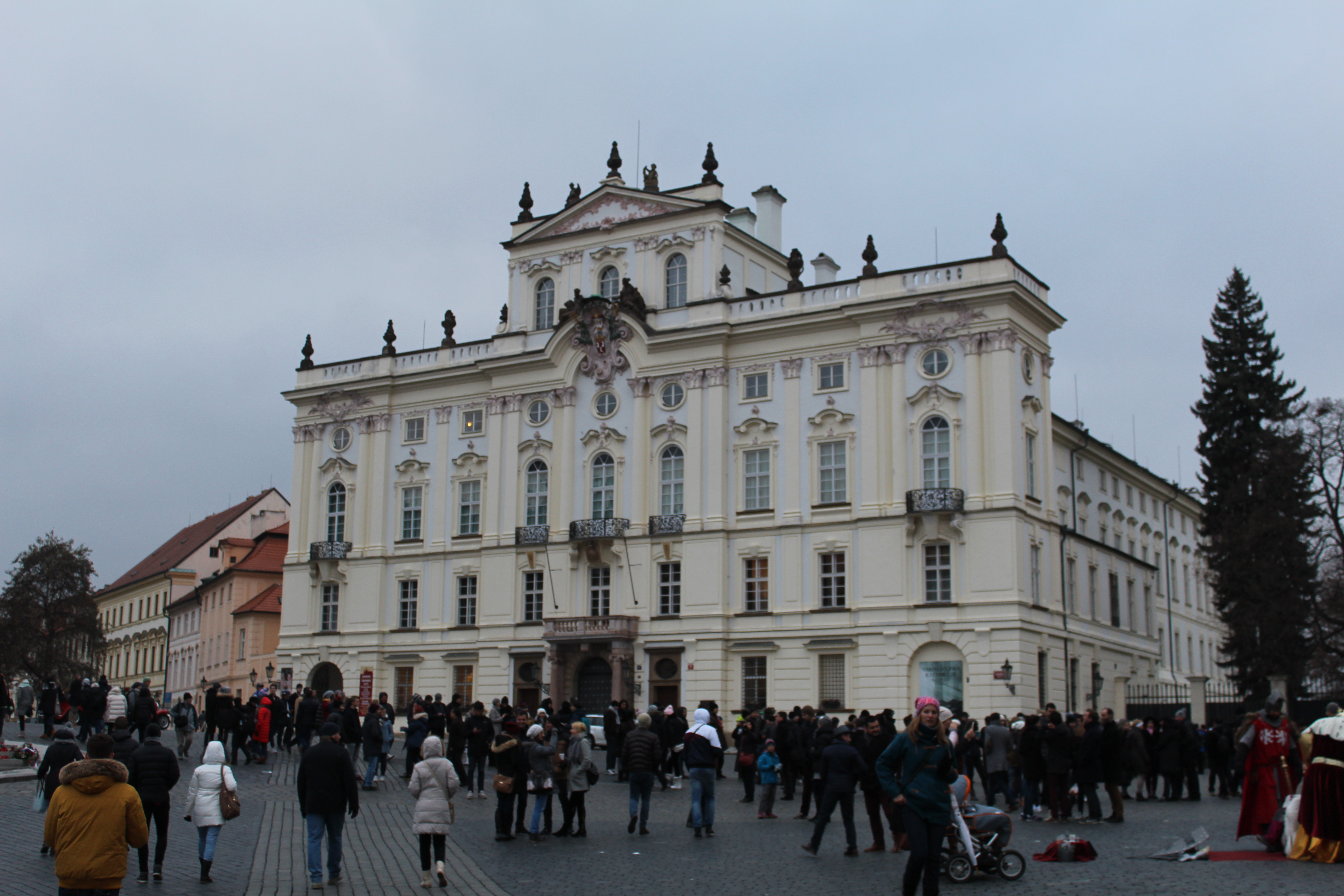
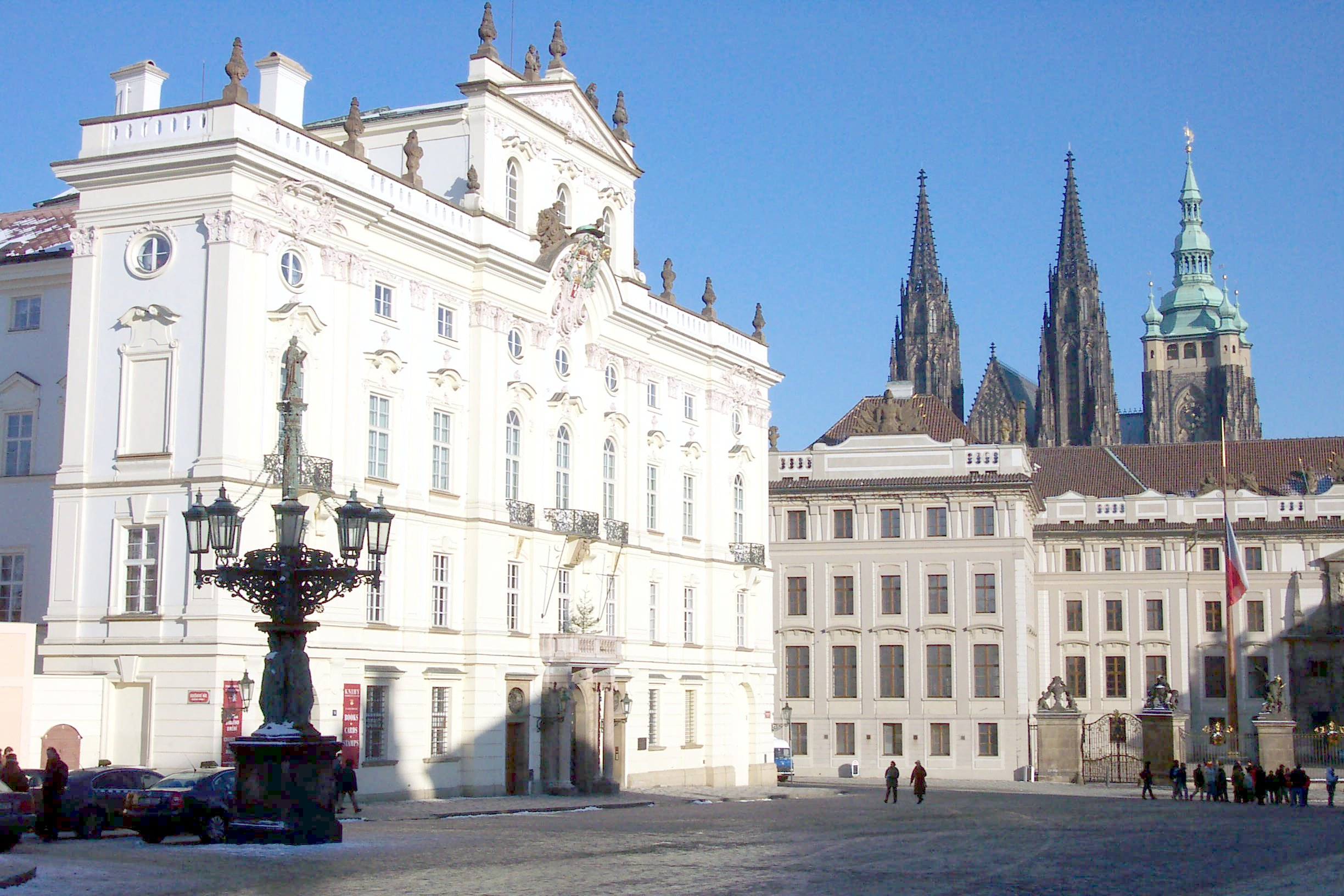